# Steve Howey (színművész)
Steven Michael Robert Howey (San Antonio, 1977. július 12. –) amerikai színész.
2001 és 2007 között a Reba, 2011-től 2021-ig pedig a Shameless – Szégyentelenek című televíziós sorozatok állandó szereplője volt. 2023-ban főszerepet kapott a True Lies – Két tűz között című akciósorozatban.
Feltűnt a DOA: Élve vagy halva (2006), A csajok háborúja (2009), a Szerelem kölcsönbe (2011) és a Nappali műszak (2022) című filmekben.

## Filmográfia

### Film
| Év   | Magyar cím                 | Eredeti cím              | Szerep          | Magyar hang           |
| ---- | -------------------------- | ------------------------ | --------------- | --------------------- |
| 1998 |                            | Class                    | Jim             |                       |
| 2005 |                            | Supercross               | K.C. Carlyle    |                       |
| 2006 | DOA: Élve vagy halva       | DOA: Dead or Alive       | Weatherby       | Markovics Tamás       |
| 2009 | A csajok háborúja          | Bride Wars               | Daniel Williams | Damu Roland           |
| 2009 | Ezt megint jól kifőztük    | Still Waiting...         | Agnew           |                       |
| 2009 | Nincs Helsing – Rémes film | Stan Helsing             | Stan Helsing    | Varga Gábor           |
| 2011 |                            | Conception               | Joel            |                       |
| 2011 |                            | Losing Control           | Terry           |                       |
| 2011 | Szerelem kölcsönbe         | Something Borrowed       | Marcus          | Kolovratnik Krisztián |
| 2012 |                            | Monster Roll (rövidfilm) | Brody           |                       |
| 2013 |                            | Wrong Cops               | Sandy / Michael |                       |
| 2014 |                            | In Your Eyes             | Bo Soames       |                       |
| 2015 |                            | See You in Valhalla      | Makewi          |                       |
| 2016 |                            | Love on the Run          | Rick            |                       |
| 2016 | Póráz nélkül               | Unleashed                | Sam / Summit    |                       |
| 2018 |                            | Game Over, Man!          | Rich            |                       |
| 2018 |                            | Making Babies            | John Kelly      |                       |
| 2019 | Übergáz                    | Stuber                   | Felix           | Megyeri János         |
| 2022 | Nappali műszak             | Day Shift                | Mike Nazarian   | Papp Dániel           |

### Televízió
| Év        | Magyar cím                               | Eredeti cím                       | Szerep                   | Megjegyzések            |
| --------- | ---------------------------------------- | --------------------------------- | ------------------------ | ----------------------- |
| 1999      | Pacific Blue                             | Pacific Blue                      | Mark Kerwin              | 1 epizód                |
| 1999–2000 |                                          | Totally Tooned In                 | narrátor                 |                         |
| 2000      | Légy valódi                              | Get Real                          | Chris DeFalco            | 1 epizód                |
| 2000      | Vészhelyzet                              | ER                                | Elizey                   | 1 epizód                |
| 2000      |                                          | The Drew Carey Show               | diák                     | 1 epizód                |
| 2001      | Sírig tartó barátság                     | Any Day Now                       | Troy                     | 1 epizód                |
| 2001–2007 |                                          | Reba                              | Van Montgomery           | főszereplő (127 epizód) |
| 2006      |                                          | Twins                             | Zack                     | 1 epizód                |
| 2007      |                                          | The Beast                         | Ty Troop                 | tévéfilm                |
| 2008      |                                          | Five Year Plan                    | Mickey                   | tévéfilm                |
| 2009      |                                          | Surviving Suburbia                | Brock                    | 1 epizód                |
| 2009      |                                          | Ctrl                              | Ben Piller               | 10 epizód               |
| 2010      |                                          | State of Romance                  | Mike                     | 1 epizód                |
| 2010      | Psych – Dilis detektívek                 | Psych                             | Derek                    | 1 epizód                |
| 2011      | Zűrös szerelmek                          | Love Bites                        | Kell                     | 2 epizód                |
| 2011–2021 | Shameless – Szégyentelenek               | Shameless                         | Kevin Ball               | 134 epizód              |
| 2013      | Új csaj                                  | New Girl                          | Jax McTavish             | 1 epizód                |
| 2013      | Kemény motorosok                         | Sons of Anarchy                   | Hopper                   | 3 epizód                |
| 2014      |                                          | Jennifer Falls                    | Frank                    | 1 epizód                |
| 2014      |                                          | Where's This Party?               | Marco Santini            | tévéfilm                |
| 2015      | A munka hősei                            | Workaholics                       | Blue Knight DeMamp       | 1 epizód                |
| 2017      |                                          | Blue & Green                      | Michiga'n                | tévéfilm                |
| 2017      | Esküdt ellenségek: Különleges ügyosztály | Law & Order: Special Victims Unit | Andy "Monster" McPherson | 1 epizód                |
| 2018      | SEAL Team                                | SEAL Team                         | Danny Cooper             | 3 epizód                |
| 2019      | Halott vagy                              | Dead to Me                        | Jason                    | 1 epizód                |
| 2023      | True Lies – Két tűz között               | True Lies                         | Harry Tasker             | 13 epizód               |

## Fordítás
- Ez a szócikk részben vagy egészben  a   Steve Howey (actor) című angol Wikipédia-szócikk ezen változatának fordításán alapul.  Az eredeti cikk szerkesztőit annak laptörténete sorolja fel. Ez a jelzés csupán a megfogalmazás eredetét és a szerzői jogokat jelzi, nem szolgál a cikkben szereplő információk forrásmegjelöléseként.